# Administraciones descentralizadas de Grecia
La administración descentralizada (en griego αποκεντρωμένη διοίκηση, apokendroméni diíkisi) es un grado de la división administrativa de Grecia establecido en 2011, al entrar en vigor el plan Calícrates. Grecia se divide en siete administraciones descentralizadas que están encargadas de aplicar las políticas gubernamentales a nivel local y están conformadas por el territorio de entre 1 y 3 periferias.
El presidente (γενικός γραμματέας, «secretario general») es elegido por el Gobierno central y actúa bajo sus órdenes. Cada administración posee además un consejo, que representa a las respectivas periferias y municipios, pero es de carácter únicamente consultivo y, por tanto, no puede tomar decisiones.
La Constitución de Grecia estipula una serie de competencias que han de permanecer bajo control del Gobierno central y que eran aplicadas a nivel local por las antiguas periferias. Con el plan Calícrates, las periferias asumieron las competencias de las antiguas prefecturas y se convirtieron en organismos autónomos, por lo que se decidió crear una nueva división administrativa bajo el control directo del Gobierno central.
| | Administración descentralizada         | Sede       | Periferias                                     | Mapa |
| --- | -------------------------------------- | ---------- | ---------------------------------------------- | ---- |
| | Ática                                  | Atenas     | Ática                                          |      |
| | Macedonia-Tracia                       | Tesalónica | Macedonia Central, Macedonia Oriental y Tracia |      |
| | Epiro-Macedonia Occidental             | Ioánina    | Epiro, Macedonia Occidental                    |      |
| | Tesalia-Grecia Central                 | Lárisa     | Tesalia, Grecia Central                        |      |
| | Peloponeso, Grecia Occidental y Jónico | Patras     | Peloponeso, Grecia Occidental, Islas Jónicas   |      |
| | Egeo                                   | El Pireo   | Egeo Septentrional, Egeo Meridional            |      |
| | Creta                                  | Heraclión  | Creta                                          |      |
| Fuente: Creación de las administraciones descentralizadas Archivado el 3 de julio de 2014 en Wayback Machine. - Ministerio griego del Interior |                                        |            |                                                |      |